# Taylor Regan
Taylor Francis George Regan (Newcastle, 16 novembre 1988) è un calciatore australiano, difensore del Selangor.

## Carriera

### Club
Taylor Regan comincia a giocare a livello professionistico con il Newcastle United Jets,firmando per un anno di contratto il 3 giugno 2010.. Regan debutta in A-League il 16 ottobre 2010, in una partita di regolar season contro il Brisbane Roar,terminata con il risultato di 1-1.Le sue prestazioni sono molto buono da permettergli di vincere dei riconoscimenti personali. Nel 2015 viene eletto dai tifosi del Newcastle giocatore dell'anno.
Alla fine della stagione, Regan lascia la squadra per trasferirsi in Malesia, al Negeri Sembilan, per una stagione, conclusasi con 20 presenze e 4 reti.
A fine contratto torna in Australia, firmando per una stagione con l'Adelaide United. A marzo 2017 firma per altri due anni di contratto.

### Nazionale
Ha giocato nella nazionale australiana Under-17.

## Palmarès

### Club

#### Competizioni nazionali
- FFA Cup: 1

Adelaide Utd: 2018